# Тайната на Аполония
„Тайната на Аполония“ (на чешки: Vrak) е българско-чехословашки игрален филм (приключенски) от 1983 година на режисьора Иво Томан, по сценарий на Ян Флейшер. Оператор е Виктор Рузичка. Създаден е по на роман на Робърт Луис Стивънсън. Музиката във филма е композирана от Иван Курц.

## Сюжет
Филмът е копродукция на България и Чехословакия, продукция на Бояна Филм и Филмово студио „Барандов“. В Чехословакия филма се излъчва под името Vrak.
В края на XIX младият чех Франтишек пристига в крайморски български град по настояване на баща си, за да изучава тънкостите на търговския занаят при приятеля си Хелмут Шуман. Навлизането в света на сделките въвлича Франтишек в романтични и опасни приключения.

## Актьорски състав
- Давид Бейражка – Франтишек
- Ян Пиехочински – Хелмут
- Стойчо Мазгалов – Капитан Кастев
- Петър Слабаков – Капитан Никос
- Явор Милушев – Янис
- Богомил Атанасов – Пеков
- Велико Стоянов – Костер
- Стефан Костов – Насие
- Александър Лилов – Макс
- Яким Михов
- Иван Йорданов
- Петър Гетов